# سیارک ۳۸۸۰
سیارک ۳۸۸۰ (به انگلیسی: 3880 Kaiserman، نامگذاری:1984WK) سه هزار و هشتصد و هشتادمین سیارک کشف شده‌است که در ۲۱ نوامبر ۱۹۸۴ کشف شد.
قدر مطلق سیارک برابر ۱۳٫۸۰ است.